# Cladocolea grahamii
Cladocolea grahamii là một loài thực vật có hoa trong họ Loranthaceae. Loài này được (Benth.) Tiegh. mô tả khoa học đầu tiên năm 1895.